# غريتا كنوتسون
غريتا كنوتسون أو كنوتسون-تزارا (1899-1983) فنانة سويدية حداثية مارست الفن التشكيلي والنقد الفني، وكاتبة قصة قصيرة، وشاعرة. كانت طالبة لدى أندريه لوت ‏ الذي اعتمد التجريد ، التكعيبية والسريالية، كما أنها لوحظت لاهتمامها بالظواهرية . كنوتسون كانت متزوجة من المؤلف روماني المولد والمساهم بحركة دادا، تريستان تزارا ، لكنهما انفصلا في وقت لاحق.

## السيرة الشخصية
وُلدت غريتا كنوتسون في ستوكهولم ، وكانت رسامة سريالية وناقدة فنية وشاعرة وكاتبة. ولدت لعائلة ثرية في عام 1899 وكانت تتحدث بعدة لغات أجنبية بطلاقة. التحقت بأكاديمية كارل ويلهلمسون للفنون الجميلة لمدة عام،  ثم درست في جامعة كونجليجا كونستهوسكولان، واستقرت في باريس بفرنسا في أوائل العشرينات. هناك بدأت بالتردد على استوديو أندريه لوت وأصبحت تلميذته. أصبحت باريس مقر إقامتها الدائم، وكانت تزور السويد من حين لآخر. كانت مهتمة في التكعيبية والسريالية والتجريد كمفاهيم فنية. كما كانت مهتمة بتغيير الفن من العالم الواقعي من حولنا إلى العالم السريالي اللاواعي. وفي فرنسا، قابل كنوتسون تازارا، في عام 1924. وتزوجته في 8 أغسطس 1925. رزق الزوجين بولد، كريستوف، في 15 مارس 1927 في نويي سور سين .
بنصيبها من ميراثها، بنت تزارا مقر إقامة العائلة في مونمارتر ، مكلفة العمل للمهندس المعماري أدولف لوس (شخصية سابقة في حركة الحداثة في فيينا). قامت بتعديل الهيكل جزئيًا لاستيعاب الاستوديو الخاص بها، والذي أغفله لوس في تصميمه الأصلي.
اعتمد كنوتون السريالية خلال ثلاثينيات القرن العشرين. انفصلت هي وتريستان تزارا في عام 1937  (تم إعلان الطلاق في 25 أكتوبر 1942). خلال الحرب، دخلت غريتا نوتسون بعلاقة حب مع الشاعر الفرنسي وزعيم المقاومة رينيه تشار. انفصلت عن السريالية، وواصلت اهتمامها بالظواهر، ولا سيما بأعمال الفلاسفة إدموند هوسيرل  ومارتن هايدجر. خلال أواخر ثلاثينيات القرن العشرين، رسمت صورة للنحات السويسري ألبرتو جياكوميتي. ذكرت لاحقًا أن النحات ألبرتو اعترف لها بأن اقتباساته من الفن الأفريقي، على الرغم من مناقشتها من قبل النقاد، كانت مصادفة فقط، وكانت بسبب أنتشار اسلوب البدائية وقتها.
كنوتسون كانت كاتبة مجدة، نشرت مقالات عن النقد الفني، وقصائد شعرية بشكل متقطع. كتبت باللغتين السويدية والفرنسية. في وقت متأخر من حياتها، قامت بتأليف الروايات وشظايا الشعر النثرية. جنبا إلى جنب مع الشاعر غونار إكيلوف ‏، قامت بترجمة أعمال الأدب السويدي إلى الفرنسية ،  ولكن شعرها الخاص لم يطبع في مجلد خلال حياتها. «قصة مسار الجرف / ستكون طريقًا يلعق الحجر الرملي / سوف ترفع يدها نحو الحديد / الطريق إلى ملجأ الشرفة المكسور في الليل الذي تتابع / جاء الليل صباحًا / نحو القطيع اللطيف والقارب نائم / ضد معبد ضفة النهر.»، مقتطف من قصيدتها، المترجمة من الفرنسية، والتي كانت في نشرت في Le Surrealisme ASDLR. لديها أيضا العديد من المعارض الفنية الفردية، ولا سيما واحد في باريس في عام 1929 وواحد في ستوكهولم في عام 1932.
أنتحرت غريتا كنوتسون في باريس عام 1983.

## إرثها
تمت ترجمة قصائد غريتا كنوتسون الفرنسية إلى اللغة السويدية من قبل الشاعر لاس سويديربيرج ، وكانت مع زوجها موضوع دراسة أجرتها مؤرخة الفن سيسيليا سجولهولم. شارك كل من سودربيرغ، سويهولم، الممثل كريستيان فيكس والكاتب جوناس إليرستروم في مدام تزارا؟ و هو الحدث الذي عقد في المعهد الروماني الثقافي في ستوكهولم خلال أكتوبر 2007.

## روابط خارجية
- غريتا كنوتسون في متحف الفن الحديث